# Hesperocimex
Hesperocimex is een geslacht van wantsen uit de familie van de Cimicidae (Bedwantsen). Het geslacht werd voor het eerst wetenschappelijk beschreven door List in 1925.

## Soorten
Het genus bevat de volgende soorten:

- Hesperocimex cochimiensis Ryckman & Ueshima, 1963
- Hesperocimex coloradensis List, 1925
- Hesperocimex sonorensis Ryckman, 1958